# 洛斯亚诺 (埃雷拉省)
洛斯亚诺是巴拿马埃雷拉省奥库区的一个城市，2010年是人口为2,110。该市2000年时人口为3,166，1990年时人口为2,416。